# بلیساریوس

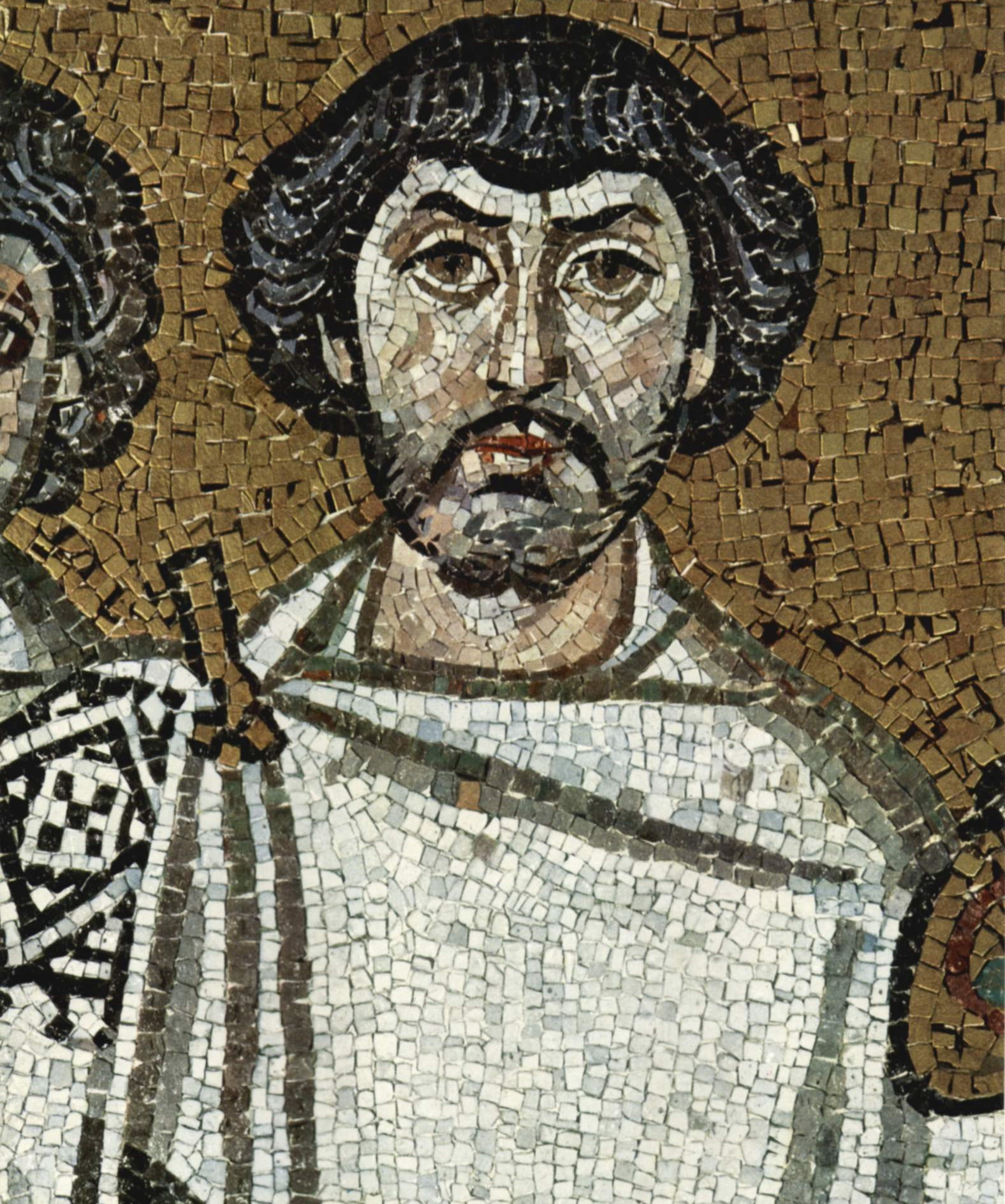
تصویر موزائیکی یکی از همراهان ژوستینین یکم که احتمال‌داده‌اند همان بلیساریوس باشد.

بلیساریوس (به یونانی: Βελισάριος) یا بلیزر (به فرانسوی: Bélisaire) (زادهٔ پیرامون ۵۰۰ میلادی- مرگ ۵۶۵ میلادی) در کنار نارسس از ژنرال‌های مقتدر و پرنفوذ بیزانسی بود. او زیر فرمان ژوستینین یکم توانست بسیاری از سرزمین‌های مدیترانه‌ای که پیشتر در کنترل امپراتوری روم غربی بود را ضمیمهٔ خاک بیزانس سازد وی در جنگ‌ها بسیار مورد احترام امپراتور و دیگر افراد سپاه بود و وی یکی از دوستان و همراهان امپراتور ژوستینین یکم بود. همچنین همسر وی آنتونینا نیز «تنها دست راست» و مشاور اصلی و مورد اعتماد امپراتریس تئودورا، امپراتریس قدرتمند و پرنفوذ روم شرقی در اعمال نفوذ و قدرت امپراتوری و مانورهای سیاسی گسترده بود، به طوری که جان کاپادوکی بانفوذترین چهره دربار امپراتوری که همانند امپراتریس تئودورا نفوذ مستقل و کنترل‌کننده بسیار زیادی بر امپراتور ژوستینین داشت و آنتونینا با همدستی تئودورا در حذف رقیب خطرناک سیاسی شوهرش موفق شد.

## زندگی
احتمال می‌رود که او جایی در بلغارستان کنونی چشم به جهان گشوده‌باشد. همچنین برمی‌آید که او ایلیری یا تراکیه‌ایتبار بوده‌باشد. او در جوانی به سرباز ارتش روم شد و توانست یکی از محافظان امپراتور ژوستین یکم گردد. با مرگ ژوستین در ۵۲۷ میلادی او به شرق گسیلانده شد تا با ساسانیان بجنگد. او نخست پیروزی‌های ارزشمندی در برابر ایرانیان به دست آورد، ولی سرانجام در ۵۳۰ میلادی در نبرد کالینیکوم در نزدیکی فرات شکست خورد و روم ناچار به پرداخت باج به ایران گردید.
در ۵۳۳ به جنگ با وندال‌ها گسیلانده شد. هیلدریک پادشاه وندال‌ها با روم پیمانی منعقد کرده‌بود. ترور او توسط گلیمر غاصب، بهانه‌ای را برای آغاز جنگ به دست امپراتوری روم شرقی داده‌بود. انگیزهٔ اصلی این دشمنی یکی باورهای آریانیسیتی وندال‌ها و تعقیب کاتولیک‌ها از سوی ایشان و دیگری گرایش بیزانس برای کنترل راه‌های آفریقای شمالی بود. باری، ناوگان بلیساریوس در سپتامبر ۵۳۳ میلادی به شهر کارتاژ رسید و این فرمانده رومی توانست گلیمر را در نبر اد دسیموم شکست‌دهد. در بازگشت به قسطنطنیه به افتخار این پیروزی برای وی مراسم تریومفی برگزار گردید.
ژوستینین که می‌خواست سرزمین‌های بیشتری از روم غربی را به روم شرقی ضمیمه‌سازد، در ۵۳۵ میلادی لشکری را به فرماندهی بلیساریوس روانهٔ ایتالیا ساخت. بلیساریوس سیسیل را تصرف و آنجا را مرکز فرماندهی برای تازش به ایتالیا نمود. او توانست ناپل و رم را در ۵۳۶ میلادی بگشاید. سپس میلان و راونا را فتح‌نمود و پادشاه گوت‌ها -ویتیگس- را نیز اسیر نمود و به روم شرقی بازگشت.
بازگشت او برای جنگ با ایرانیان بر سر سوریه بود، در ۵۴۱ پس از نبرد میان دو سپاه، دو طرف توافق کردند که در برابر پرداخت باج از سوی رومیان، ایرانیان تا پنج سال به سوریه لشکر نکشند.
در ۵۴۴ او دوباره به ایتالیا بازگشت و چهار سال پس از آن از وظایف نظامی‌اش بازنشسته‌شد.
او سپس با دارایی بسیار که داشت در قسطنطنیه زیست. هنگامی که بلغارها بدین شهر تاختند، ژوستینین دوباره بلیسیاریوس را به خدمت فراخواند و او در ۵۵۹ با استراتژی ارزنده‌ای که به کار بست هون‌ها را شکست‌داد. سه سال پس از آن متهم به توطئه علیه امپراتور شد، احتمال می‌رود این اتهام بی‌اساس بوده‌باشد ولی به هر روی برای او بی‌آبرویی به همراه آورد. دارایی‌هایش از او گرفته‌شد ولی در ۵۶۳ دوباره به وی بازگردانده‌شد. سال‌های پایانی زندگی او در آرامش گذشت.